# Lago Boracifero (plaats)
Lago Boracifero is een plaats (frazione) in de Italiaanse gemeente Monterotondo Marittimo.
Het dorp ligt aan de oevers van het naamgenoot meer.